# ضغط البيانات الصوتية

تقليص حجم الملفات الصوتية بالضغط الرقمي

الضغط الرقمي للصوت هو أحد أنواع ضغط البيانات التي تهدف لتقليص حجم الملفات الصوتية. وكونه ضغط رقمي فهو ينقسم أيضا إلى قسمين : ضغط مضيع وضغط غير مضيع.

## الضغط غير المضيع
الضغط غير المضيع (بالإنجليزية: lossless)‏ هو ضغط رقمي يحافظ على البيانات، أي أنه البيانات المضغوطة تعود إلى شكلها الابتدائي بعد فك الضغط.

### خوارزميات ضغط الصوت غير المضيعة
- Apple Lossless – ALAC (Apple Lossless Audio Codec)
- apt-X Lossless
- ATRAC Advanced Lossless
- اسطوانة صوتية فائقة – DST
- دولبي ترو إتش دي
- DTS-HD Master Audio
- Free Lossless Audio Codec – FLAC
- Meridian Lossless Packing – MLP
- Monkey's Audio – Monkey's Audio APE
- إم بي إي جي
- OptimFROG
- ريل بلاير – RealAudio Lossless
- Shorten – SHN
- TTA – True Audio Lossless
- WavPack – WavPack lossless
- WMA Lossless – Windows Media Lossless

## الضغط المضيع
الضغط المضيع (بالإنجليزية: lossy)‏ هو الضغط الذي لا تعود فيه البيانات بعد فك ضغطها لما كانت عليه قبل الضغط. يسعى هذا النوع من الضغط للحفاظ على هيئة المعلومات الأساسية وحذف كل ما يظهر على أنه ثانوي أي غير مفيد.
فمثلا الملفات الصوتية المضغوطة بصيغة إم بي 3 أو OGG Vorbis لا تضغط فيها البيانات الصوتية حرفيا. لكن عند فك الضغط، تكون النتيجة صوتا غير مختلف عن الأصل عندما تسمعه أذن الإنسان. الاختلاف يبدأ في الظهور عندما تكون نسبة البيانات المحذوفة مرتفعة، لذا فإن الجودة الصوت تكون مرتفعة بانخفاض نسبة المحذوف.

### أمثلة عن الضغط المضيع
- AAC
- تضمين نبضي مرمز تفاضلي  [لغات أخرى]‏
- ATRAC
- دولبي ديجيتال
- مبيج-1
- إم بي 3
- Musepack
- أوغ
- نظام ويندوز الصوتي